# Theodor Körner (poeta)
Karl Theodor Körner (Dresda, 23 settembre 1791 – Gadebusch, 26 agosto 1813) è stato un poeta e patriota tedesco.
Era figlio di Christian Gottfried Körner, giurista, scrittore ed editore delle opere di Friedrich Schiller, e della di lui consorte Minna Stock.

## Biografia
Stabilitosi a Vienna strinse amicizia con Joseph Freiherr von Eichendorff e Wilhelm von Humboldt e ottenne notevoli successi con tragedie di stampo schilleriano (Zriny, 1812) e commedie.
Nel 1813 si arruolò volontario come tenente del Lützowsches Freikorps dell'esercito prussiano e morì sul campo di battaglia nello stesso anno il 26 agosto, in una scaramuccia che avvenne presso Lipsia, contro le truppe di Napoleone Bonaparte.
Le sue liriche di guerra, pubblicate postume dal padre sotto il titolo di Lira e Spada (Leyer und Schwerdt, 1814), divennero assai presto molto popolari e furono musicate dal compositore Carl Maria von Weber.
Alessandro Manzoni, colpito dal dramma della sua vita, gli dedicò l'ode Marzo 1821.

## Opere
- Zriny
- Graf von das Wald
- Lira e Spada